# Clubhaus-Modell zur psychosozialen Rehabilitation
Das Clubhaus-Modell zur psychosozialen Rehabilitation ist ein ambulantes Programm für Menschen mit psychischen Erkrankungen. Es handelt sich hierbei nicht um ein klinisches Programm, die Mitarbeiter sind also weder Therapeuten noch Psychologen. Anstelle von „Patienten“ oder „Klienten“ spricht man hier von „Mitgliedern“.

## Geschichte
1948 gründeten ehemalige Psychiatrie-Patienten in New York eine Gruppe, die sich „We Are Not Alone“ (WANA) nannte. Ihr Ziel war es, sich gegenseitig zu helfen und wieder in die Gesellschaft zu integrieren. Wichtige Aspekte dabei waren und sind bis heute: Wohnen, Arbeit, finanzielle Absicherung und soziale Kontakte. Durch private Sponsoren konnte Anfang der 1950er Jahre ein Haus gekauft werden und die Organisation nannte sich fortan – nach dem Brunnen im Hof – „Fountain House“. Das Fountain-House-Programm wurde zum Vorbild für das Clubhaus-Modell zur psychosozialen Rehabilitation, dem sich bislang über 400 andere Einrichtungen in 28 Ländern anschlossen.
Jedes von Clubhouse International (früher: International Center for Clubhouse Development [ICCD]) anerkannte Clubhaus garantiert seinen Mitgliedern vier Grundrechte, die das Kernstück des Clubhaus-Modells bilden:
- einen Platz im Clubhaus,
- tragfähige Beziehungen,
- sinnvolle Tätigkeiten,
- nach jeglicher Abwesenheit wieder kommen zu können,

Die Mitglieder und Mitarbeiter eines Clubhauses arbeiten Seite an Seite, um alle Aufgaben des Clubhauses partnerschaftlich zu erledigen. Menschen mit psychischen Erkrankungen können – unabhängig von der Art oder Schwere ihrer psychischen Probleme – einen Beitrag für die Gemeinschaft leisten und werden nicht als Patienten behandelt.

## Die vier Säulen des Clubhaus-Modells
Mitgliedschaft
Jeder psychisch erkrankte Mensch kann Mitglied werden. Die Mitgliedschaft ist freiwillig, kostenlos und zeitlich unbefristet. Sie ermöglicht den Zugang zu sämtlichen Angeboten des Clubhauses. 
Mitarbeit
Jegliche Mitarbeit der Mitglieder im Clubhaus ist freiwillig. Das Clubhaus arbeitet mit Stärken, Talenten und Fähigkeiten seiner Mitglieder. Mitarbeiter und Mitglieder erledigen gemeinsam alle anfallenden Arbeiten, um das Haus partnerschaftlich zu führen. Unabhängig von ihrer Diagnose oder ihrer Leistungsfähigkeit haben alle Mitglieder die Möglichkeit, in sämtlichen Bereichen des Clubhauses mitzuarbeiten.
Mitbestimmung
Mitglieder und Mitarbeiter arbeiten gemeinsam an der Entwicklung des Clubhauses mit. In den wöchentlich stattfindenden Clubhaus-Versammlungen nehmen die Mitglieder ihr Recht auf Mitbestimmung wahr. Dort werden die anstehenden Themen gemeinsam erörtert und Entscheidungen in der Regel durch Konsensfindung getroffen.
Mitverantwortung
Die Verantwortung für das Clubhaus tragen Mitglieder und Mitarbeiter gemeinsam.

## Interne Strukturen
Clubhaus-Arbeitsgruppen
Clubhäuser sind organisatorisch in verschiedene Arbeitsgruppen untergliedert. Typische Arbeitsbereiche sind Büro, Küche, Verwaltung, Außendienst (Mitglieder, die das Clubhaus gerade nicht besuchen können, werden kontaktiert und unterstützt), Bildung, Beratung und Organisation von Freizeit-Aktivitäten. Jedes Mitglied sucht sich entsprechend seiner Interessen und Fähigkeiten eine Arbeitsgruppe aus. In jeder Gruppe gibt es genügend Arbeit, um einen ausgefüllten und motivierenden arbeitsorientierten Tag zu bieten. Jegliche Mitarbeit der Mitglieder im Clubhaus ist freiwillig und unbezahlt. 
Arbeitsprogramm
Clubhäuser bieten ein stufenweises Arbeitsprogramm an, das den Mitgliedern die Rückkehr zu bezahlter Arbeit ermöglicht. 
Die erste Stufe des Programms sind zeitlich befristete Teilzeit-Arbeitsplätze (Transitional Employment Placement – TEP) bei ortsansässigen Firmen, die das Clubhaus unterstützen. Die Auswahl der Mitglieder und deren Anlernen an dem Arbeitsplatz liegen in der Verantwortung des Clubhauses. Das Clubhaus garantiert dem Arbeitgeber die vereinbarte Arbeitsleistung, bei Abwesenheit des Mitglieds springt ein Mitarbeiter oder ein anderes Mitglied ein. Diese Arbeitsstellen sind für das Mitglied in der Regel auf sechs bis neun Monate befristet und werden vom Clubhaus verwaltet. Die Mitglieder erhalten den normalen Arbeitslohn, der nicht unter dem Mindestlohn liegt. Bei diesen Arbeitsplätzen handelt es sich um einfache Tätigkeiten, so dass viele Mitglieder die Möglichkeit haben, sich darauf zu erproben. 
Die zweite Stufe bilden unterstützte Arbeitsplätze, bei der die Clubhaus-Gemeinschaft einem Mitglied hilft, einen eigenen Arbeitsplatz zu finden. Das Clubhaus hält Kontakt mit dem arbeitenden Mitglied und dem Arbeitgeber. Häufigkeit, Art und Ort der gewünschten Unterstützung bestimmen Mitglieder und Mitarbeiter gemeinsam.
Der dritte Schritt ist ein unabhängiger Arbeitsplatz, bei der das Mitglied zwar von der Clubhaus-Gemeinschaft unterstützt wird, diese dem Arbeitgeber gegenüber aber nicht mehr in Erscheinung tritt.

## Andere Aspekte des Clubhaus-Modells
Zusätzlich zu den Clubhaus- und lokalen Arbeitsmöglichkeiten bieten Clubhäuser ein breites Spektrum an Unterstützung an, beispielsweise in den Bereichen Finanzplanung, Abend- und Wochenendgestaltung, Weiterbildung, gesunder Lebensstil und adäquate medizinische, psychotherapeutische und pharmakologische Behandlung und Suchtberatung in ihrer Umgebung. Wie im Clubhaus üblich, wird jede Form von Unterstützung von den Mitgliedern und Mitarbeitern des Clubhauses geleistet. 

## Clubhouse International, Clubhaus-Richtlinien und Zertifizierung
Die weltweite Verbreitung dieser Clubhaus-Programme für psychisch Erkrankte erforderte die Gründung einer Dachorganisation und eine Definition, was unter „Clubhaus“ zu verstehen ist. Im März 1994 wurde das Internationale Zentrum für Clubhaus-Entwicklung (International Center for Clubhouse Development – ICCD [seit 2012: Clubhouse International]) gegründet, um die schnell wachsende Clubhaus-Gemeinschaft zu repräsentieren und zu unterstützen. Durch das ICCD wurden die Internationalen Clubhaus-Richtlinien entwickelt und durch die weltweite Clubhaus-Gemeinschaft verabschiedet. Die darin zugrundeliegenden Prinzipien bilden den Kern einer „Verfassung“ für die Mitglieder und den ethischen Kodex für die Mitarbeiter. Alle zwei Jahre werden diese Richtlinien von der weltweiten Clubhaus-Gemeinschaft überprüft und gegebenenfalls geändert. Dieser Prozess wird vom Clubhouse International-Richtlinien-Komitee koordiniert, das sich aus Mitgliedern und Mitarbeitern von zertifizierten Clubhäusern aus aller Welt zusammensetzt. 
Die Richtlinien sind Grundlage der Qualitätssicherung im Zertifizierungsprozess von Clubhouse International. Clubhäuser, die sich zertifizieren lassen wollen, beantragen einen Zertifizierungsbesuch bei Clubhouse International. Nach Abgabe einer Selbststudie und einer dreitägigen Visite werden ein ausführlicher Bericht über die Qualität der Arbeit erstellt und eine abschließende Bewertung erteilt.

## Weiterführende Literatur
- Mary Flannery und Mark Glickman: Fountain House – Portraits of Lives Reclaimed from Mental Illness, Hazelden-Verlag 1996 ISBN 1-56838-128-X
- Stephen B. Anderson: We Are Not Alone – Fountain House and the Development of Clubhouse Culture, Fountain House Inc. New York City 1998 ISBN 0-9667686-0-4